# Carex klamathensis
Carex klamathensis là một loài thực vật có hoa trong họ Cói. Loài này được B.L.Wilson & Janeway mô tả khoa học đầu tiên năm 2007.